# ABC TV
ABC TV je česká televizní stanice vysílající teleshopping.

## Základní informace
Televize ABC zahájila vysílání 14. června 2019. Vysílací licenci získala od RRTV již 6. června. Stanici provozuje firma ABC TV Broadcasting. Stanice od založení vysílá pořad Luxusstore, který nabízí šperky, drahokamy a další výrobky, a od 23. srpna 2019 také pořad Jasnovize, který nabízí živé služby jasnovidek. Ten byl nicméně o pár týdnů později zrušen. Jde o druhou českou televizní stanici vysílající pouze teleshoppingové pořady. ABC TV vysílá v Multiplexu 24.